# Manne Göthson
Manne Göthson, född Anders Josef Emanuel Göthson 8 december 1879 i Mörbylånga, död 17 december 1933 i Katarina församling, Stockholm, var en svensk skådespelare, manusförfattare, regiassistent och regissör. Han var gift med skådespelaren Ester Claesson.

## Filmografi
- 1915 – I kronans kläder
- 1916 – Vägen utför
- 1916 – Kärleken segrar
- 1916 – Trägen vinner eller Calle som skådespelare
- 1916 – Aktiebolaget Hälsans gåva
- 1916 – Svärmor på vift eller Förbjudna vägar
- 1916 – Bengts nya kärlek eller Var är barnet?
- 1916 – Fången på Karlstens fästning
- 1916 – Ministerpresidenten
- 1916 – I minnenas band
- 1917 – Förstadsprästen
- 1917 – Ett konstnärsöde
- 1917 – Mellan liv och död
- 1918 – Nattliga toner
- 1918 – Storstadsfaror
- 1918 – Fyrvaktarens dotter
- 1924 – Där fyren blinkar

### Regi
- 1918 – Storstadsfaror

### Filmmanus
- 1925 – Öregrund-Östhammar

## Teater

### Roller
| År   | Roll                   | Produktion                                                                                | Regi          | Teater                   |
| ---- | ---------------------- | ----------------------------------------------------------------------------------------- | ------------- | ------------------------ |
| 1921 |                        | Flickan från bakgatan Anders Asping (Manne Göthson)                                       |               | Nils Funkqvists sällskap |
| 1921 |                        | Hönsgården Manne Göthson                                                                  |               | Nils Funkqvists sällskap |
| 1922 | Robert Degener         | Royal Suédois Ejnar Smith                                                                 | Olof Hillberg | Olof Hillbergs sällskap  |
| 1926 |                        | Kärlek och rackarknep Anders Asping (Manne Göthson)                                       | Manne Göthson | Söders friluftsteater    |
| 1929 | Konstapel Harry Murphy | Vid 37de gatan (Street Scene) Elmer Rice                                                  | Svend Gade    | Oscarsteatern            |
| 1930 | Sergeanten             | Henrik VIII (The Famous History of the Life of King Henry the Eighth) William Shakespeare | Thomas Warner | Oscarsteatern            |

### Regi (ej komplett)
| År   | Produktion            | Upphovsmän                    | Teater                |
| ---- | --------------------- | ----------------------------- | --------------------- |
| 1926 | Kärlek och rackarknep | Anders Asping (Manne Göthson) | Söders friluftsteater |